# Gerd Tolzien
Gerhard Paul Wilhelm Tolzien, genannt Gerd Tolzien, Pseudonym: Erasmus (* 18. Juni 1902 in Grevesmühlen; † 23. März 1992 in München) war ein deutscher Schriftsteller und Journalist.

## Leben
Gerd Tolzien wurde geboren als ältester Sohn des Pastors und späteren evangelisch-lutherischen Landesbischofs von Mecklenburg-Strelitz, Gerhard Tolzien (1870–1946), und dessen Frau Martha, geb. Bard (1880–1972), einer Tochter des Schweriner Superintendenten und Oberkirchenrats Paul Bard (1839–1927). Er wuchs unter vier Geschwistern an Dienstorten des Vaters in Grevesmühlen, Pinnow (bei Schwerin), Schwerin und Neustrelitz auf.
Tolzien bestand das Abitur wahrscheinlich in Neustrelitz und studierte an der Kunstschule Charlottenburg und der Kunstakademie Berlin. Seit 1925 war er schriftstellerisch tätig und arbeitete zugleich als Chefdramaturg der Märkischen-Panorama-Film-AG in Berlin. Politisch stets links orientiert erhielt er 1933 ein partielles, 1936 ein totales Arbeitsverbot. Die Machtergreifung der NSDAP erlebte Tolzien in Neustrelitz mit und berichtete darüber in einem Manuskript zu einem Roman, der unveröffentlicht blieb. Er musste auch miterleben, wie seine frühen Werke am 10. Mai 1933 bei der Bücherverbrennung in Neustrelitz dem Feuer übergeben und sein Vater amtsenthoben wurden. In dieser Zeit schuf er für die Stadtkirche Neustrelitz ein „Luther-Fenster“, das bis heute erhalten blieb. Ab 1940 musste er als Soldat am Zweiten Weltkrieg teilnehmen.
Nach Kriegsende fand Tolzien in Süddeutschland eine neue Heimat. Er erhielt eine der ersten Zulassungen als Journalist und wurde 1945 von der amerikanischen Militäradministration als Chefredakteur der Tageszeitung „Aufbau“ berufen und wurde 1945 zum Begründer und Chefredakteur der „Fränkischen Presse“ in Bayreuth. 1948 arbeitete er in Schwäbisch Hall und seit 1960 als freier Schriftsteller und freier Mitarbeiter des Münchner Kindler-Verlags.
Gerd Tolzien war seit 7. Oktober 1936 mit Erna, geb. Mollenschott (1902–1991) verheiratet. Die Ehe blieb kinderlos. Die Urne von Gerd Tolzin wurde auf dem Kirchhof von Pinnow bei Schwerin beigesetzt.

## Werke
Gerd Tolzien schrieb zahlreiche, meist kunstwissenschaftliche Veröffentlichungen, aber auch Schauspiele, Romane und Reportagen.
- Mitautor von Kindlers Malerei-Lexikon (1964–1971).
- Mitautor der Enzyklopädie Die Großen der Welt.
- Rathenau. Ein Schauspiel in 5 Aufzügen. 1925.
- Der Ketzer. Siegel, Frankfurt a. M. 1947.
- Kaspar Hauser. Kulturpolitische Zeitbetrachtungen. Westkulturverlag, Meisenheim 1947.
- Berliner Novelle. Selbstverlag, München [1949].
- Der verpfuschte Sohn eines großen Vaters. Selbstverlag, München 1967. [Neudruck: Berliner Kreis, Berlin. 2019, ISBN 978-3-948413-38-5.]
- Katrin. Mit Zeichnungen von Hermann Koller. Stefan Schwarz, München 1967. [Neudruck: Berliner Kreis, Berlin 2011, ISBN 978-3-948413-83-5.]
- Deutsche Zeitung im Jahre Null. Dokumentation. S. Schwarz, München 1975.
- Hinter dem Eisernen Vorhang. Reportage. Berufsverbot und Klassenjustiz in der Bundesrepublik. Rede für den Kulturbund der DDR. Freies Volk, München 1980.
- Anathema. Vom „Geist von Bayreuth“ zum „Bayrischen Fall Dreyfus“. Das Freie Buch, München 1984.
- Metanoeite zum Frieden! Das freie Buch, München 1986.
- Ich lass mich nicht BRD-igen! Selbstverlag, München 1990.

Ab 1967 veröffentlichte Tolzien in der Samstag-Ausgabe der Bayerischen Rundschau unter dem Pseudonym Erasmus als „Sonntagsgedanken“ regelmäßig Kolumnen, von denen einige 1978 unter dem Pseudonym und dem Titel Moralitäten. Kolumnen der Bayerischen Rundschau als Sonntagsgedanken im Verlag Baumann in Kulmbach erschienen.